# Gladstad
Gladstad är en kyrkby som utgör centralort och enda tätort i Vega kommun i Nordland fylke i norra Norge. Orten ligger där fylkesväg 839 möter fylkesväg 7236, fylkesväg 7240 och fylkesväg 7246, på den nordöstra delen av ön Vega. Här finns Vega kyrka.